# التوراة الشفوية

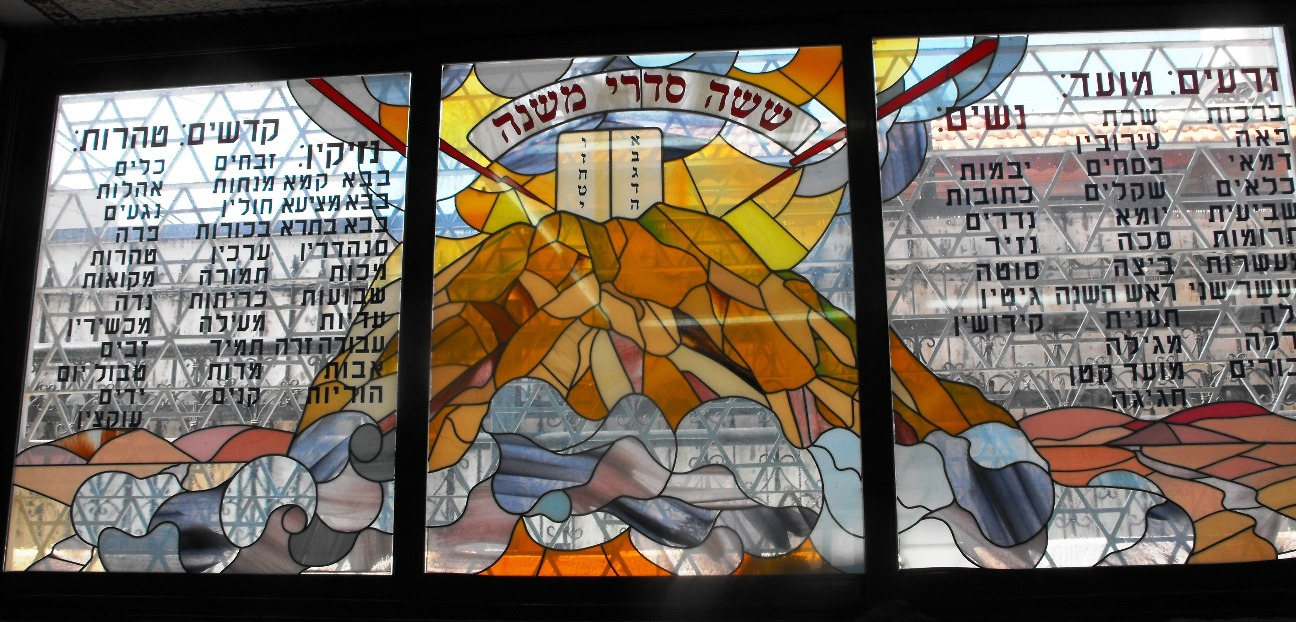
تفصيل الفصول في أقسام المشنا الستة على خلفية موقف جبل سيناء، بحسب شريعة الحاخامات

التوراة الشفوية مجموعة فتاوى وأحكام وأساطير وحكايات وخرافات وُضعت لشرح وتأويل أسفار العهد القديم وتناقلها حاخامات اليهود شفهياً على مدى قرون طويلة ثم جُمعت ودُوِّنت، في القرن الثاني الميلادي، في التلمود  . وهو مصطلح حاخامي لمجموعة التفسيرات والتشريعات غير المدونة في التوراة المكتوبة، أو تلك التي تم تعديلها بواسطة الحاخامات، يلفظ إسمها بالعبرية القديمة «توراة شبَعَلْ بهْ» أي التوراة الشفوية مقابل التوراة المكتوبة «توراة شَبخْتاف». ويُعد هذا المصطلح استمرارًا للمصطلح الفريسي من فترة الهيكل الثاني، وهو «تراث الآباء»، والذي كان أساس الخلاف بينهم وبين الصدوقيون، بداية من فترة التنائيم، حيث كانت التوراة الشفوية لب الخلاف بين اليهودية الربانية والقرائية.
ويعتقد الحاخامات بأن موسى تلقى التوراة المدونة في جبل سيناء، مع تفسير وصاياها شفهيًا، ومنذ ذلك الحين علمها موسى وانتقلت من معلم لتلميذ بلا انقطاع. وبشكل تقليدي انتشرت التوراة الشفوية في الحقيقة شفهيًا، وتم تدوينها لأغراض شخصية فقط. في عصر الحاخامات تم إصباغ التوراة الشفوية بالقدسية، وفي مرحلة معينة سُمح بأن تكون فوق التوراة المكتوبة خوفًا من نسيانها. ومنذ أن كُتبت المشنا، والتوسفتا، والمدراشيم، والأجاداة، والتلمود، وتفسيرات التلمود، ومجموعات الأسئلة والأجوبة والهالاخاه وهناك خلاف قديم، يستمر في التزايد حتى الآن، حول مسألة متى انضمت للتوراة الشفوية المؤلفات الكنسية لفترة الحاخامات. 